# 出租救世主
《出租救世主》（日語：レンタル救世主）為2016年10月9日起在「日本電視台週日連續劇」時段播出的連續劇。由澤村一樹主演。

## 劇情概要
你有無法對任何人說的煩惱想要解決嗎？只要能幫你，叫誰來都行嗎？現今是只要一通電話，就能以付費的專屬契約幫助你的「救世主」時代。這是在付費契約的有效期間內，委託人的所有問題都會全心全力解決的「出租救世主」運用專業及能解決大大小小所有問題的故事…

## 登場人物

### 主要人物
- 明邊悠五：澤村一樹

大型貿易公司的中堅上班族。是個好好先生。之後被同事欺騙擔任連帶保證人，同事卻潛逃不知去向，公司以懲戒解雇的方式開除他，不但丟了工作，還欠下百萬美金的鉅款。之後在走投無路之下看見了「出租救世主」公司的求才廣告，加入了公司。
- 葵傳二郎：藤井流星（Johnny's WEST）

「出租救世主」的營業員。相當自戀，領帶顏色為青色。經常拿著手提攝影機，將解決委託人問題的過程拍攝下來，並上傳至youtube。
- 百地零子：志田未來

企業家之女，對他人抱持敬而遠之的態度，平常只來往於家中及學校之間，個性孤僻。任職百貨公司的客服部門，因被上司性騷擾而向「出租救世主」求助。之後成為勇於說出自己真正想法的女孩，並在「出租救世主」社長的邀請下加入「出租救世主」公司。
- 秦野彩花：中村杏[2]

「出租救世主」的秘書。讓人摸不清她真正想法的美女。
- 紀伊六生：勝地涼[3]

「出租救世主」的營業員。領帶顏色為黃色。擁有巧手的維修人員，沒有他修不好的東西。
- 黑宇寬太：大杉漣[4]

「出租救世主」公司的社長。個性大而化之，就算遭人以言語詆毀，也不會怨恨他人。本名城崎寬太，千太郎的岳父。

### 其他人物
- 明邊紫乃：稻森泉[5]

悠五的妻子。個性相當開朗。常以「有什麼困難的地方儘管說出來吧。我隨時都能出去工作喲。」的話鼓勵丈夫的體貼嬌妻。
- 明邊彩芽：莉帝

悠五的女兒。相當崇拜自己的父親。
- 葉石梨沙子：福原遥

「出租救世主」的會員。為了解決自己的相思病而向「出租救世主」求助的可愛女高中生。
- 柿本信也：梶原善

悠五的前同事。正在跑路中。
- 薫：稻葉友[6]

住在零子家附近的鄰居，是個有女裝變裝癖的男同志。

### 各集登場人物

#### 第1集
- 百貨公司負責人：正名僕蔵

對零子性騷擾的百貨公司上司。

#### 第2集
- 弘子（ヒロコ）：森寬和

廣播電台的節目DJ。手機持續收到許多神保發出騷擾的簡訊。
- 神保：遠藤章造（搞笑團體「鐵公雞二人組」）

廣播電台的節目製作人。騷擾已有男友的弘子，並盜用電台的公款，最終遭到電台員工告發並被警方逮捕。
- 今泉：武田真治

弘子的男友。建築工地的工人。誤以為弘子另結新歡。

#### 第3集
- 陽太：田中奏生

因父親在深夜潛逃，被迫在商務旅館過夜的少年。
- 陽介：甲本雅裕

陽太的父親。
- 德田：佐戸井憲太

以輪椅代步的身障男子。

#### 第4集
- 渡邊小姐：千秋

股票及外匯的投資講座（渡邊小姐的FX特別講座）講師。因向會員違法吸金，以詐欺罪遭到逮捕。
- 韮澤清美：櫻井淳子

股票及外匯的投資講座（渡邊小姐的FX特別講座）的會員。
- 韮澤久志：木下隆行

韮澤清美的丈夫。明邊的朋友。

#### 第5集
- 近藤：賀來賢人

拜萵苣太郎為師，夢想成為搞笑藝人的男子。之後繼承名號，成為第二代關東煮次郎。
- 萵苣太郎：泉谷茂

搞笑藝人，近藤的師父。搭檔過世後打算引退，至夏威夷定居。
- 關東煮次郎：森下能幸

搞笑藝人，萵苣太郎的搭檔。
- 城崎千太郎：小出惠介

零子的哥哥，一流企業菁英妻子是前任社長的千金，女婿養子。

#### 第6集
- 碧山毅：神尾佑

警察署長，薫的父親。
- 長谷川穗積：本人飾演

悠五至診所給醫師（堀部圭亮 飾）看診後巧遇的職業摔角選手。

#### 第7集
- 京極浩介：唐澤壽明（連續劇《THE LAST COP》）
- 望月亮太：窪田正孝（連續劇《THE LAST COP》）

委託救世主校對京極即將出版的自傳。
- 清水星子：菊地亞美

被報導收賄的市議員，彩花的高中同學。
- 谷口愛乃：藤井美菜

彩花高中時的7位好友之一。
- 小田切香世子：村川繪梨

彩花高中時的7位好友之一。

## 製作團隊
- 劇本：渡邊雄介
- 導演：菅原伸太郎、狩山俊輔、鈴木勇馬
- 音樂：松本晃彥
- 主題歌：JUJU feat. 明邊悠五「believe believe」（Sony Music Associated Records）[7]
- 挿曲：Johnny's WEST「one chance」（傑尼斯娛樂）
- 饒舌樂指導：上鈴木伯周、上鈴木隆弘（P.O.P）
- 動作協調：諸鍛冶裕太
- 車輛特技：高橋車隊
- 拍攝協助：橫濱市、橫濱電影委員會
- 製作管理：Avanzgate
- 製作統括：伊藤響
- 製作人：福井雄太、難波利昭、岡宅真由美
- 製作協助：AXON
- 製作出品：日本電視台

## 播出日程
| 集數                                                   | 播出日期 | 標題 | 中文標題                                                               | 導演       | 收視率 | 備註         |
| ------------------------------------------------------ | -------- | ---- | ---------------------------------------------------------------------- | ---------- | ------ | ------------ |
| 1                                                      | 10月9日  |      | 什麼樣的委託都能搞定！任何問題都會全力解決的出租集團現場直播的特別企劃 | 菅原伸太郎 | 10.2%  | 30分鐘加長版 |
| 2                                                      | 10月16日 |      | 女性跟蹤狂？攸關性命的拯救劇                                           | 菅原伸太郎 | 7.5%   |              |
| 3                                                      | 10月23日 |      | 請給我485日圓！親子之愛再度重生                                        | 狩山俊輔   | 7.3%   |              |
| 4                                                      | 10月30日 |      | 秘密曝光了…。屆時妻子會有何反應呢                                      | 鈴木勇馬   | 7.6%   |              |
| 5                                                      | 11月6日  |      | 24小時一次定勝負！期待奇蹟發生                                         | 菅原伸太郎 | 6.5%   |              |
| 6                                                      | 11月13日 |      | 成功率0%？悲傷的戀愛故事                                               | 狩山俊輔   | 5.6%   |              |
| 7                                                      | 11月20日 |      | 撥打神秘電話的女子的眼淚！體貼的謊言…                                  | 西岡健太郎 | 6.5%   |              |
| 8                                                      | 11月27日 |      | 再見了救世主？驚人的背叛行為                                           | 菅原伸太郎 | 6.0%   |              |
| 9                                                      | 12月4日  |      | 死之前要委託的5件事情                                                  | 鈴木勇馬   | 5.9%   |              |
| 完結篇                                                 | 12月11日 |      | 最後一次向救世主求助。給家人的信                                       | 菅原伸太郎 | 6.9%   |              |
| 平均收視率6.7%（收視率由Video Research於關東地區調查） |          |      |                                                                        |            |        |              |

## 外部連結
- 《出租救世主》－日本電視台官方網站 （页面存档备份，存于）（日語）

| 日本日本電視台 週日連續劇                   | 日本日本電視台 週日連續劇                    | 日本日本電視台 週日連續劇 |
| ------------------------------------------- | -------------------------------------------- | ------------------------- |
|                                             | 出租救世主 （2016年10月9日－12月11日）       |                           |
| 然後，誰都不在了 （2016年7月17日－9月11日） | 視覺探偵 日暮旅人 （2017年1月22日－3月19日） |                           |